# Lynnville (condado de Ogle, Illinois)
Lynnville está situado no Condado de Ogle, Illinois. De acordo com o censo de 2010, sua população era de 642  pessoas e continha 247 unidades habitacionais.
De acordo com o censo de 2010, a cidade tem uma área total de 34.92 sq mi (90.4 km2), dos quais 34.9 sq mi (90 km2) é terra e 0.02 sq mi (0.052 km2) é água.